# 受動光ネットワーク
受動光ネットワーク（じゅどうひかりネットワーク, PON, Passive Optical Network）とは、1本の光ファイバを複数の加入者で共用するために用いられる、光信号の多重化システム。ネットワークの構成方式に注目して、PDS (Passive Double Star)とも呼ばれる。

## 概要

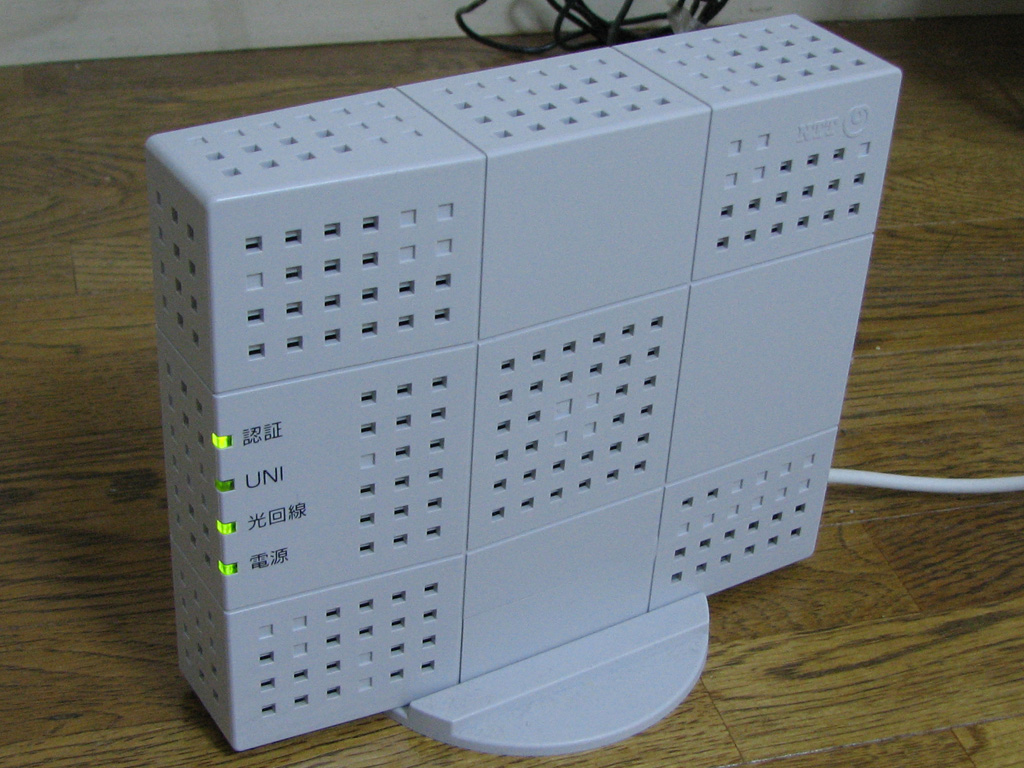
GE-PONを採用する、Bフレッツ ハイパーファミリータイプ用ONU（STM-PDS方式）

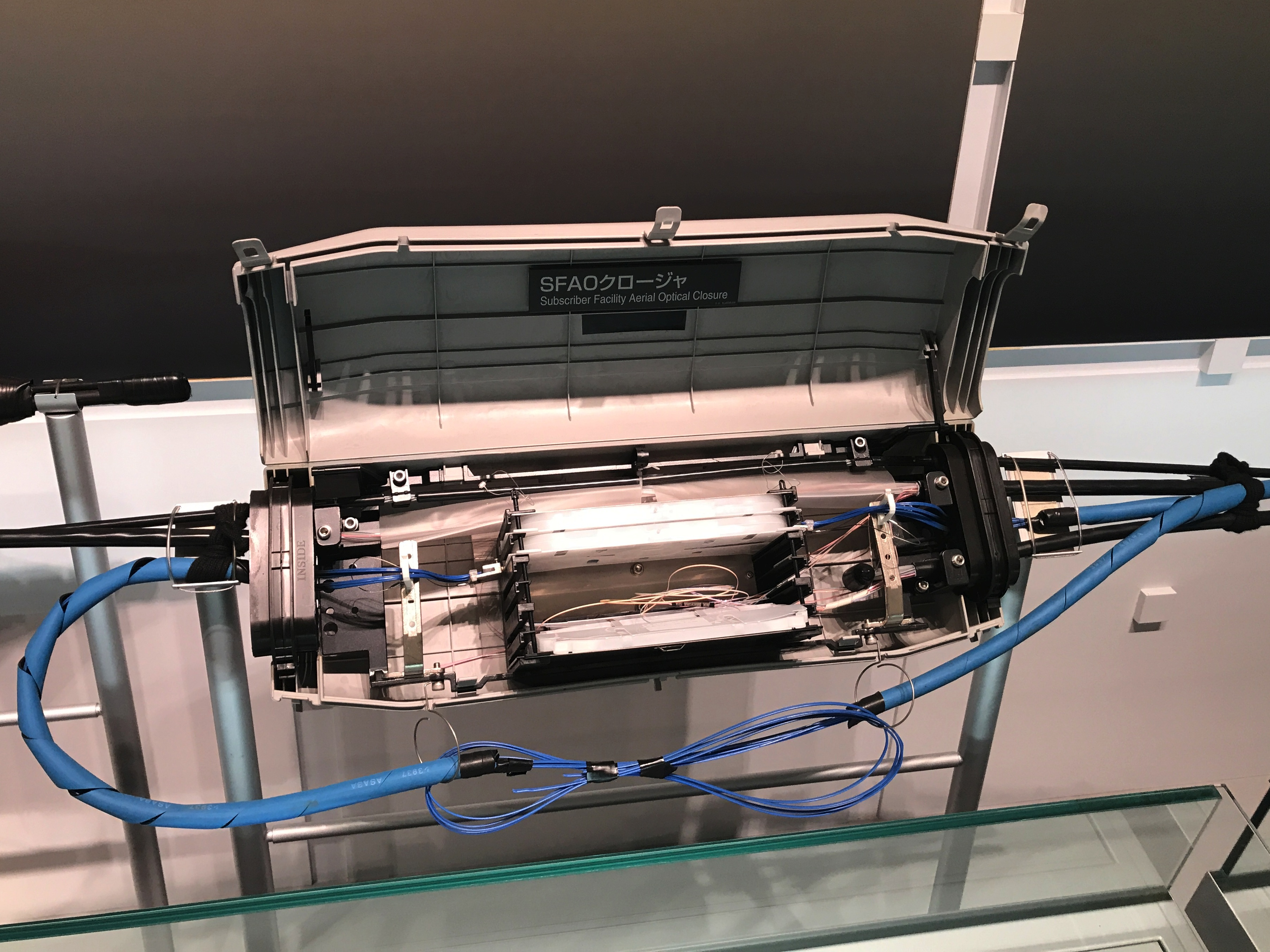
NTTが使用している光クロージャ
中央の白いトレイが光スプリッター

通信事業者側に設置する終端装置(OLT, Optical Line Terminal)と、電線上の光クロージャ内に設置される光スプリッタ、加入者側に設置する光ネットワークユニット(ONU, Optical Network Unit)で構成される。
光ファイバの分岐に用いられる光スプリッタに受動素子（光学部品）を使用するため、スプリッタは小型で電源が不要なのが特徴。
SS (Single star)方式と比較すると、複数の加入者で光ファイバやOLTを共用するため、物理コストの低廉化と回線の使用効率の向上を実現することができる。
AON (Active Optical Network)方式と比較すると、OLT・ONUはやや高価・複雑になるものの、スプリッタを無電源化・小型化・メンテナンスフリーにすることができる。そのため、システム全体では低コストとなる。

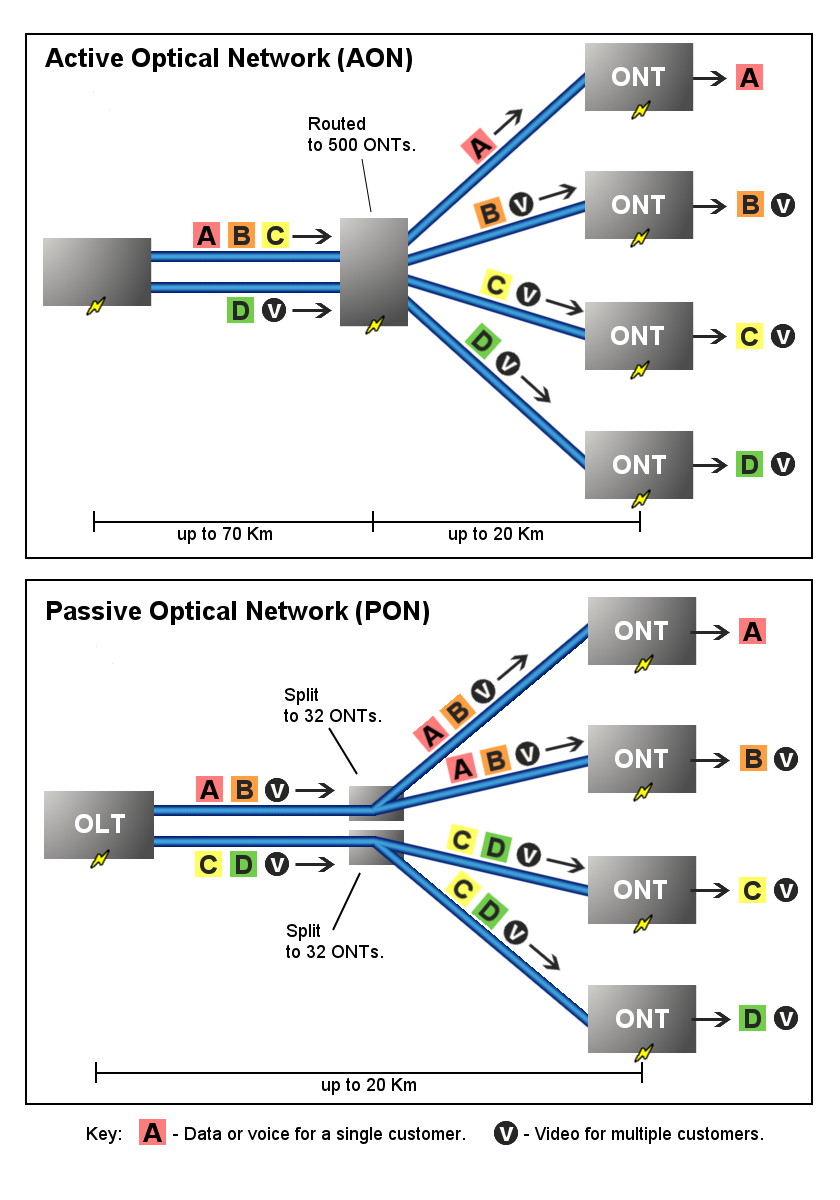
AON (Active Optical Network)とPONの比較

## 技術
時分割多重(TDM)・時分割多元多重(TDMA)・波長分割多重(WDM)・光符号分割多重(OCDM)や、動的帯域制御（DBA, Dynamic Bandwidth Allocation）を用いて、信号を多重化して伝送している。
石英系光ファイバの伝送特性の都合から、波長帯域はおおむね1,200nm帯(O-band)から1,500nm帯(L-band)が利用されている。
OLTからの下り方向の通信は光ファイバを共有するすべてのONUに届くため、ONUはパケットのヘッダーを見て自分宛のパケットのみを受け取る仕組みになっている。ただし宛先情報を詐称することにより他のONU宛のデータが傍受されてしまう可能性があるため、上位レイヤーでMACsec (IEEE 802.1AE)などを用いてデータを暗号化している。

## 主な規格
Full Service Access Network (FSAN、欧米の通信事業者・ベンダーにより結成)と国際電気通信連合(ITU)が共同で制定した規格と、米国電気電子学会(IEEE)が制定した規格の2種に大別される。
以下の略称は一般的に用いられている表記を記載したが、実際には「GE-PON」が「GEPON」「G-EPON」となるなど、ハイフンの省略や異なる位置の表記も用いられることがある。
| 名称                                                    | 規格               | 最大伝送速度 [bps]    | 波長[nm]                                  | 伝送フレーム   | 最長伝送距離 | 最大分岐数 | 採用事例 | 備考                                                                                   |
| ------------------------------------------------------- | ------------------ | --------------------- | ----------------------------------------- | -------------- | ------------ | ---------- | --- | -------------------------------------------------------------------------------------- |
| STM-PDS (Synchronous Transfer Mode Passive Double Star) | NTT独自            | 下り49M 上り49M       | 下り1300帯 上り1300帯 映像1500帯          | STM            | 20km         | 32         | タウンテレビ横浜 | POTS（電話）・ISDN（基本インターフェース）・専用線（128kbps・1.5Mbps）対応 別名STM-PON |
| B-PON (Broadband PON)                                   | ITU G.983シリーズ  | 下1.24G 上622M        | 下り1480-1580 上り1260-1360 映像1550-1560 | ATM            | 20km         | 32         | Bフレッツ ベーシックタイプ・ビジネスタイプ | 旧称ATM-PON                                                                            |
| E-PON (Ethernet PON)                                    | 各社独自           | 下り1.25G 上り1.25G   | 下り1480-1500 上り1260-1360               | Ethernet       | -            | 32         | Bフレッツ ニューファミリータイプ | 規格を統一することができなかった                                                       |
| GE-PON (Gigabit Ethernet PON)                           | IEEE 802.3ah       | 下り1.25G 上り1.25G   | 下り1480-1500 上り1260-1360 映像1550-1560 | Ethernet       | 20km         | 32         | Bフレッツ ハイパーファミリータイプ・光プレミアム フレッツ光ネクスト Yahoo! BB光 KDDI光プラス ホーム eo光ネット 4G携帯電話基地局のバックボーン回線 | 別名1G-EPON                                                                            |
| G-PON (Gigabit capable PON)                             | ITU G.984シリーズ  | 下り2.5G 上り1.25G    | 下り1480-1500 上り1290-1330 映像1550-1560 | GEM・ ATM /GTC | 60km         | 254        | NURO光 G2 | B-PONの後継                                                                            |
| XG-PON (10Gigabit PON)                                  | ITU G.987シリーズ  | 下り10G 上り2.5G      | 下り1575-1581 上り1260-1280 映像1550-1560 | XGEM /XGTC     | 60km         | 64         | NURO光 10G 中国移動通信・中国聯合通信・中国電信のFTTHインターネットサービス                                                                       | G-PONと混在可能                                                                        |
| 10G-EPON (10Gigabit Ethernet PON)                       | IEEE 802.3av       | 下り10G 上り10G       | 下り1575-1580 上り1260-1280 映像1550-1560 | Ethernet       | 20km         | 64         | auひかり ホーム 10ギガ フレッツ 光クロス | GE-PONの後継                                                                           |
| XGS-PON (10Gigabit capable symmetric PON)               | ITU G.9807.1       | 下り10G 上り10G       | 下り1575-1581 上り1260-1280 映像1550-1560 | XGEM /XGTC     | 20km         | 64         | NURO光 6Gs・10Gs | 旧称NG-PON1                                                                            |
| NG-PON2 (Next Generation PON2, TWDM-PON)                | ITU G.989シリーズ  | 下り40G 上り40G       | 下り1596-1603 上り1524-1544 映像1550-1560 | XGEM /XGTC     | 40km         | 256        | | 複数の波長に分割して使用、G-PON・GE-PON・10G-EPON・XG-PONと共存可能                    |
| HSP (Higher Speed PON)                                  | ITU G.9804シリーズ | 下り50G 上り25G/12.5G | 下り1340-1344 上り1260-1280 (など)        | XGEM /XGTC     | 20km         | 256        | | 5G携帯電話基地局のバックボーン回線向け、初期には「NG-PON2+」とも                       |
| 25G/50G-EPON (25/50 Gigabit Ethernet PON)               | IEEE 802.3ca       | 下り25/50G 上り25/50G | 下り1575-1580 上り1260-1280 (など)        | Ethernet       | 20km         | 32         | | 2020年6月に策定完了、10G-EPON・XG-PON・XGS-PON・G-PONと共存可能                        |